# KristaLin
KristaLin je české hudební duo, které spojuje hru na housle se zpěvem. Jeho členkami jsou Kristýna Charvátová a Linda Svátková.

## Životopis
Krista, hlavní vokalistka dua, se věnuje zpěvu od dětství. Chodila do dětského pěveckého sboru. Když se v roce 2022 zúčastnila soutěže Československo má talent, kde se dostala před hlavní porotu, rozhodla se na základě kladných ohlasů a hodnocení zpívat nejen na nadšenecké úrovni, ale posunout se do profesionálního prostředí. Její projev se vyznačuje pěveckým rozsahem, žánrovou všestranností a jazykovou vybaveností. Aktuálně se pod vedením profesionální pedagožky zaměřuje na přirozenost svého hlasu. V dětství Krista navštěvovala hodiny klavíru, po dlouhé pauze se ke hře na klavír vrátila a klavír je součástí tvorby KristaLin.
Lin, houslistka a vokalistka dua, se věnuje hře na housle od 4 let. Navštěvovala lidovou školu umění a v roce 2012 se začala houslím věnovat profesionálně, především na společenských akcích, svatbách a eventech. Díky svému širokém záběru zahraje na přání téměř vše, od klasiky přes základy country a drum&bass, až po popové skladby. V posledních letech doplňuje hraní vlastními improvizacemi. Zpívání se věnuje od malička. Hrála hlavní role v dětských muzikálech (Sněhová královna, Dalmatin Barvička), v mladém věku spolupracovala s Bárou Basikovou nebo Varhanem Orchestrovičem Bauerem. V dospívání se zúčastnila televizních soutěží, se sestrou se umístily na 2. místě sourozeneckého DO-RE-MI a v Rozjezdy pro hvězdy se v tandemu s pěveckým kolegou dostala až do finále. Lin, stejně jako Krista, navštěvuje hodiny zpěvu a tak se zaměřuje na správnou techniku podání. Lin ve svém volném čase vede již několik let taneční lekce street jazz.

## Společná cesta
Obě se navzájem doplňují. Linda je spíše organizační typ, Krista je spíše marketingový typ. Stará se o grafickou stránku, propagaci a většinu administrativy.
Společně hrají na různorodých akcích: svatby, soukromé party, firemní setkání, eventy, festivaly, vernisáže, módní přehlídky... Repertoár vždy připravují individuálně a na míru konkrétní akci. Hrají převážně pop, ale není jim cizí ani postmoderna a zvládají i rock. Jejich hlasy k sobě autenticky pasují, častokrát ani jejich rodiče nepoznají, která z nich zpívá. Díky tomu, že se znají celý život, působí jejich projev velmi sladěně.

## Tvorba
Paralelně vzniká jejich vlastní tvorba, která se v mnoha ohledech vymyká současnému mainstreamu. V českém i anglickém jazyce nabízejí pestrou škálu nápaditých skladeb. Některé se vyznačují hlubším sdělením a pečlivou orchestrální aranží, jiné vznikají v melodické lince s veselou lehkostí. Společným rysem je tematická různorodost i žánrová otevřenost. Převažuje však "inteligentní" pop.

## Hudební produkce
- Planeta Máma (3/2023)[1][2][3]